# Tobias Colding
Tobias Holck Colding (Copenhague, 1963) é um matemático dinamarquês. Trabalha principalmente com geometria diferencial e superfície mínima.
Para o Congresso Internacional de Matemáticos de 2022 em São Petersburgo está listado como palestrante plenário.

## Obras
- com William Minicozzi: Minimal Surfaces, Courant Lecture notes in Mathematics 4, New York 1999
- com William Minicozzi: Disks that are double spiral staircases, Notices of the AMS 50, März 2003, S. 327–339 (online)
- com William Minicozzi: An excursion into geometric analysis (PDF-Datei, 571 kB), in Alexander Grigor’yan, Shing-Tung Yau (Hrsg.): Surveys in Differential Geometry. Volume IX: Eigenvalues of Laplacians and Other Geometric Operators, International Press, Somerville 2004, S. 83–146